# Sepp Schauer

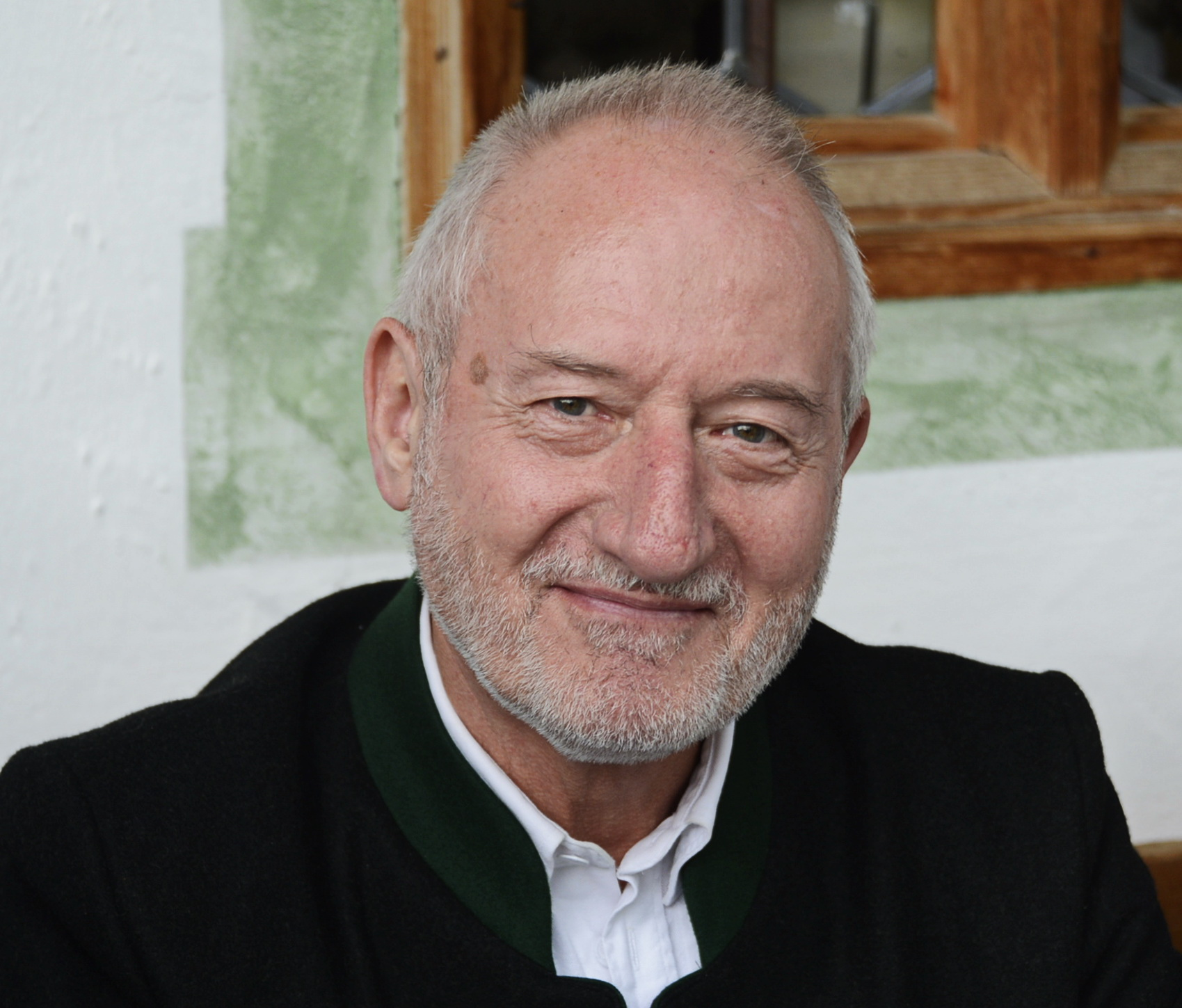
Sepp Schauer (2012)

Sepp Schauer (* 5. Juli 1949 in München) ist ein deutscher Schauspieler.

## Leben und Karriere
Zunächst war Sepp Schauer beruflich einige Jahre lang als Gastwirt tätig, bevor er mit 30 Jahren zur Bühne wechselte. Er nahm privaten Schauspielunterricht bei Christine Görner.
Neben seiner Arbeit in Filmen und beim Fernsehen ist Schauer auch an Theaterbühnen engagiert, so im Theaterzelt Das Schloss und am Theater rechts der Isar in München. Von 1981 bis 1996 war er Ensemblemitglied der Iberl-Bühne bei Georg Maier in München und trat dort in über 1500 Vorstellungen auf.
Im Fernsehen wurde Schauer ab 1993 durch seine Rolle des Dr. Günther Hofer in der Serie Wildbach bekannt. Er spielte in allen 52 Folgen dieser Bergwacht-Serie mit. 2001 spielte er im preisgekrönten Fernseh-Mehrteiler Der Tanz mit dem Teufel - Die Entführung des Richard Oetker. In mittlerweile über 4400 Folgen (Stand: April 2025) spielt Schauer in der ARD-Telenovela Sturm der Liebe seit der ersten Folge im September 2005 den Hotelportier Alfons Sonnbichler. 2009 wurde er zum beliebtesten Darsteller der Serie gekürt. Von Dezember 2009 bis März 2010 spielte er in der Serie zusätzlich die Rolle des Obdachlosen Gustl Moosburger (den Halbbruder von Alfons), welche eine Nebenrolle war. Schauer schlüpfte von 2011 bis 2014 noch dreimal in die Doppelrolle. Außerdem hatte er mehrere Episodenrollen in Fernsehserien wie Monaco Franze, Der Millionenbauer, Café Meineid, Forsthaus Falkenau, Der Bulle von Tölz, Kir Royal, Tatort und Medicopter 117.
Zeitweilig tritt Schauer mit seinen Schauspieler-Kollegen Johann Schuler und Corinna Binzer in den Einaktern Da Heiratsantrag und Da Saubär auf, welche nach einer Vorlage von Anton Tschechow durch Gerhard Loew ins Bayerische übertragen und von Marcus H. Rosenmüller inszeniert wurden.
Seit 2002 tritt Schauer mit Lesungen von Geschichten seiner Schauspielerkollegin Corinna Binzer, mit der er seit 2017 verheiratet ist, auf, die von dem pensionierten Münchner Straßenbahnfahrer „Sepp Sturm“ und seiner Frau „Anni“ handeln. Die musikalische Begleitung dabei hatte bis Herbst 2008 Robert Merkel und seitdem Heinz-Josef Braun.

## Filmografie
- 1983: Monaco Franze – Der ewige Stenz (Fernsehserie, 1 Folge)
- 1983: Die unglaublichen Abenteuer des Guru Jakob
- 1983: Familie Meier (Fernsehserie, 1 Folge)
- 1984: Alles aus Liebe
- 1986: Irgendwie und Sowieso (Fernsehserie, Folge: Eine lange Nacht)
- 1986: Geschichten aus der Heimat (Fernsehserie, Folge: Fleischpflanzl)
- 1986–1987: Peter Steiners Theaterstadl (Fernsehserie, 2 Folgen, verschiedene Rollen)
- 1986: Didi auf vollen Touren
- 1986: Kir Royal (Miniserie)
- 1986: Rette mich, wer kann (Miniserie)
- 1987–2019: SOKO München (Fernsehserie, 5 Folgen, verschiedene Rollen)
- 1987: Zur Freiheit (Fernsehserie, 5 Folgen)
- 1987: Der Millionenbauer (Fernsehserie, 1 Folge)
- 1989: Derrick (Fernsehserie, Folge: Mozart und der Tod)
- 1989–2018: Der Alte (Fernsehserie, 3 Folgen, verschiedene Rollen)
- 1990: Abrahams Gold
- 1990: Lindenstraße (Fernsehserie, 1 Folge)
- 1990: Verkehrsgericht (Fernsehserie, 1 Folge)
- 1990: Heidi und Erni (Fernsehserie, 3 Folgen)
- 1991: Manta Manta
- 1991: Wildfeuer
- 1991: Die Löwengrube (Fernsehserie, 3 Folgen)
- 1992–2005: Forsthaus Falkenau (Fernsehserie, 5 Folgen, verschiedene Rollen)
- 1992: Tatort – Kainsmale (Fernsehreihe)
- 1993: Rußige Zeiten (Fernsehserie, 1 Folge)
- 1993–1997: Wildbach (Fernsehserie, alle Folgen)
- 1994: Unsere Schule ist die Beste (Fernsehserie, 3 Folgen)
- 1995: Drei Tage im April
- 1996: Ein Bayer auf Rügen (Fernsehserie, 2 Folgen)
- 1997: Frauenarzt Dr. Markus Merthin (Fernsehserie, 3 Folgen)
- 1997–2002: Café Meineid (Fernsehserie, 3 Folgen, verschiedene Rollen)
- 1997: Tatort: Der Teufel
- 1997: 60 Minuten Todesangst
- 1997: Mali
- 1998: Tierarzt Dr. Engel (Fernsehserie, 1 Folge)
- 1998–2006: Weißblaue Geschichten (Fernsehserie, 4 Folgen, verschiedene Rollen)
- 1998: Der Bulle von Tölz: Tod in der Walpurgisnacht (Fernsehreihe)
- 1998: Lychees weiß blau
- 1998: Explodiert (Kurzfilm)
- 1999: Anwalt Abel (Fernsehserie, 1 Folge)
- 1999: Dr. Stefan Frank – Der Arzt, dem die Frauen vertrauen (Fernsehserie, 1 Folge)
- 1999: Zugriff (Fernsehserie, 1 Folge)
- 1999: Sturmzeit (Mehrteiler)
- 1999–2002: Wilder Kaiser (Fernsehreihe, 2 Folgen, verschiedene Rollen)
- 2000: Der Nebelmörder
- 2000: Medicopter 117 (Fernsehserie, Folge: Todessprung)
- 2000: Hinterlassenschaften
- 2000–2006: Der Komödienstadel (Fernsehserie, 6 Folgen, verschiedene Rollen)
- 2001: Der Tanz mit dem Teufel – Die Entführung des Richard Oetker
- 2001: Die Manns – Ein Jahrhundertroman (Mehrteiler)
- 2001: Sinan Toprak ist der Unbestechliche (Fernsehserie, 1 Folge)
- 2001: Jenny & Co. (Miniserie)
- 2001: Tatort: Und dahinter liegt New York
- 2001: Die Scheinheiligen
- 2002: Utta Danella – Hochzeit auf dem Lande
- 2003: Mit Herz und Handschellen (Fernsehserie, 1 Folge)
- 2003: Glashimmel
- 2004–2006: München 7 (Fernsehserie, 6 Folgen)
- 2004: Um Himmels Willen (Fernsehserie, 1 Folge)
- 2004: Der Bulle von Tölz: Sport ist Mord
- 2005: Der Bulle von Tölz: Liebesleid
- 2005: Siska (Fernsehserie, 1 Folge)
- 2005: SOKO Kitzbühel (Fernsehserie, 1 Folge)
- seit 2005: Sturm der Liebe (Fernsehserie)
- 2006: Wer früher stirbt ist länger tot
- 2006: Plötzlich Opa
- 2006: Das Weihnachts-Ekel
- 2006: Unter Verdacht: Atemlos (Fernsehreihe)
- 2008: Räuber Kneißl
- 2009: Utta Danella – Der Verlobte meiner besten Freundin
- 2009: Badewanne zum Glück
- 2009: Tatort: Wir sind die Guten
- 2012: Utta Danella – Prager Geheimnis
- 2012: König Ludwig (Kurzfilm)
- 2013–2022: Die Rosenheim-Cops (Fernsehserie, 2 Folgen, verschiedene Rollen)
- 2013: Die Gruberin
- 2014: Utta Danella – Von Kerlen und Kühen
- 2015: Monaco 110 (Fernsehserie, Folge: Aprikot, nicht orange!)
- 2019: Zimmer mit Stall (Fernsehreihe, Folge: Tierisch gute Ferien)
- 2020: Mit dem Rückwärtsgang nach vorn
- 2024: Hundswut
- 2024: Watzmann ermittelt (Fernsehserie, Folge: Tödlicher Ehrgeiz)